# 平山勝蔵
平山勝蔵（ひらやま かつぞう、1899年-1990年）は、日本の造園研究者。
東京農業大学教授を歴任。 
水琴窟の研究者として著名で、自著では1937年頃、鳥取県にある尾崎邸庭園で、水琴窟を確認し、その後1956年頃、東京品川の吉田邸（旧安田邸）庭園で水琴窟を再発見し、造園雑誌に論文を幾つか発表していた。 水琴窟は洞水門という名称で、上原敬二の加島書店ガーデン・シリーズ3、「飛石・手水鉢」や「造園大辞典」（加島書店、1978年）、さらに「造園用語辞典」（彰国社、1985年）でも記載されている。
造園家、造園学者で、日本庭園の手法に関する一連の調査研究で、日本造園学会賞を受賞している。

## 主な著書
- 一坪から2百坪まで楽しい庭の造り方（金園社）
- 実用百科選書 楽しい庭の造り方（金園社）
- 袖垣の形態と構造(昭和31年度秋季研究会研究発表要旨、造園雑誌 20(3), 7, 1957年）
- 水琴窟について(昭和32年度春季大会研究発表要旨、造園雑誌 Vol21(1), 造園雑誌Vol22（3）, 1957年-1958年 所収）
- 庭園の水琴窟（造園雑誌、1959年1月 所収）
- 庭の水琴窟（日本庭園、1960年12月 所収）
- 庭の敷石・飛石・組石 (BN14516685: 雄山閣出版, 1958年）
- 庭 54号（1980年10月 所収）
- 庭・別冊50（1986年7月 所収）
- 庭・別冊62 －特集・現代すまいの庭
- 箒目と砂について（龍居庭園研究所『枯山水の話』建築資料研究社 1991年 所収）